# 1209
Il 1209 (MCCIX in numeri romani) è un anno  del XIII secolo.

## Eventi

### Per luogo

#### Asia
- Genghis Khan conquista interamente la dinastia Xia occidentale, nota anche come Xi Xia o Impero Tangut.

#### Europa
- Giugno - Trattato di Sapienza: la Repubblica di Venezia riconosce i possedimenti del Peloponneso a Goffredo I di Villehardouin, principe d'Acaia, tenendosi solo le fortezze di Modone e Corone.
- 22 luglio - Crociata albigese: i crociati conquistano la città francese di Béziers e massacrano ventimila persone, sia i catari che i cattolici che si erano rifiutati di consegnarli.
- Novembre - Papa Innocenzo III scomunica di nuovo Giovanni Senzaterra, re d'Inghilterra, ma questi continua a fare ammende alla Chiesa. Si dice che desse l'elemosina ai poveri, e che un giorno avesse sfamato 450 tra i poveri, cinquanta per ognuna delle nove gru che cacciò.
- Viene portata a compimento la costruzione del London Bridge.
- Un gruppo di 500 coloni di Bristol arrivati a Dublino, in Irlanda, celebra il lunedì di Pasqua a Ranelagh, fuori dalle mura di Dublino, ma vengono improvvisamente attaccati e massacrati dai guerrieri del clan gaelico O'Byrne.

## Nati
- 5 gennaio - Riccardo di Cornovaglia, re († 1272)
- 11 gennaio - Munke, condottiero mongolo († 1259)
- 21 luglio - Hamuro Mitsutoshi, poeta giapponese († 1276)
- Roger Bigod, IV conte di Norfolk, nobile inglese († 1270)
- Bettisia Gozzadini, giurista italiana († 1261)
- Valdemaro il Giovane, re danese († 1231)

## Morti
- 10 gennaio - Guglielmo di Bourges, vescovo cattolico e santo francese
- 15 febbraio - Dolce di Foix, contessa
- 7 marzo - Ottone VIII di Baviera, nobile tedesco
- 23 settembre - Philippe de Plaissis, cavaliere medievale francese (n. 1165)
- 7 ottobre - Guglielmo IV di Forcalquier, conte
- 16 ottobre - Ermengol VIII di Urgell, conte (n. 1158)
- 10 novembre - Raimondo Ruggero Trencavel, nobile francese (n. 1185)
- Alfonso II di Provenza, nobile (n. 1180)
- Csépán Győr, nobile ungherese
- Nizami Ganjavi, poeta persiano (n. 1141)
- Guglielmo di Champlitte, cavaliere medievale francese
- Maurizio I di Oldenburg, conte tedesco (n. 1150)
- Pierre Riga, presbitero e poeta francese
- Wenno, tedesco

## Calendario
| Calendario 1209 | Calendario 1209 | Calendario 1209 | Calendario 1209 | Calendario 1209 | Calendario 1209 | Calendario 1209 | Calendario 1209 | Calendario 1209 | Calendario 1209 | Calendario 1209 | Calendario 1209 | Calendario 1209 | Calendario 1209 | Calendario 1209 | Calendario 1209 | Calendario 1209 | Calendario 1209 | Calendario 1209 | Calendario 1209 | Calendario 1209 | Calendario 1209 | Calendario 1209 | Calendario 1209 | Calendario 1209 | Calendario 1209 | Calendario 1209 | Calendario 1209 | Calendario 1209 | Calendario 1209 | Calendario 1209 | Calendario 1209 | Calendario 1209 |
| --------------- | --------------- | --------------- | --------------- | --------------- | --------------- | --------------- | --------------- | --------------- | --------------- | --------------- | --------------- | --------------- | --------------- | --------------- | --------------- | --------------- | --------------- | --------------- | --------------- | --------------- | --------------- | --------------- | --------------- | --------------- | --------------- | --------------- | --------------- | --------------- | --------------- | --------------- | --------------- | --------------- |
|                 | 1               | 2               | 3               | 4               | 5               | 6               | 7               | 8               | 9               | 10              | 11              | 12              | 13              | 14              | 15              | 16              | 17              | 18              | 19              | 20              | 21              | 22              | 23              | 24              | 25              | 26              | 27              | 28              | 29              | 30              | 31              |                 |
| Gennaio         | Gi              | Ve              | Sa              | Do              | Lu              | Ma              | Me              | Gi              | Ve              | Sa              | Do              | Lu              | Ma              | Me              | Gi              | Ve              | Sa              | Do              | Lu              | Ma              | Me              | Gi              | Ve              | Sa              | Do              | Lu              | Ma              | Me              | Gi              | Ve              | Sa              |                 |
| Febbraio        | Do              | Lu              | Ma              | Me              | Gi              | Ve              | Sa              | Do              | Lu              | Ma              | Me              | Gi              | Ve              | Sa              | Do              | Lu              | Ma              | Me              | Gi              | Ve              | Sa              | Do              | Lu              | Ma              | Me              | Gi              | Ve              | Sa              |                 |                 |                 |                 |
| Marzo           | Do              | Lu              | Ma              | Me              | Gi              | Ve              | Sa              | Do              | Lu              | Ma              | Me              | Gi              | Ve              | Sa              | Do              | Lu              | Ma              | Me              | Gi              | Ve              | Sa              | Do              | Lu              | Ma              | Me              | Gi              | Ve              | Sa              | Do              | Lu              | Ma              |                 |
| Aprile          | Me              | Gi              | Ve              | Sa              | Do              | Lu              | Ma              | Me              | Gi              | Ve              | Sa              | Do              | Lu              | Ma              | Me              | Gi              | Ve              | Sa              | Do              | Lu              | Ma              | Me              | Gi              | Ve              | Sa              | Do              | Lu              | Ma              | Me              | Gi              |                 |                 |
| Maggio          | Ve              | Sa              | Do              | Lu              | Ma              | Me              | Gi              | Ve              | Sa              | Do              | Lu              | Ma              | Me              | Gi              | Ve              | Sa              | Do              | Lu              | Ma              | Me              | Gi              | Ve              | Sa              | Do              | Lu              | Ma              | Me              | Gi              | Ve              | Sa              | Do              |                 |
| Giugno          | Lu              | Ma              | Me              | Gi              | Ve              | Sa              | Do              | Lu              | Ma              | Me              | Gi              | Ve              | Sa              | Do              | Lu              | Ma              | Me              | Gi              | Ve              | Sa              | Do              | Lu              | Ma              | Me              | Gi              | Ve              | Sa              | Do              | Lu              | Ma              |                 |                 |
| Luglio          | Me              | Gi              | Ve              | Sa              | Do              | Lu              | Ma              | Me              | Gi              | Ve              | Sa              | Do              | Lu              | Ma              | Me              | Gi              | Ve              | Sa              | Do              | Lu              | Ma              | Me              | Gi              | Ve              | Sa              | Do              | Lu              | Ma              | Me              | Gi              | Ve              |                 |
| Agosto          | Sa              | Do              | Lu              | Ma              | Me              | Gi              | Ve              | Sa              | Do              | Lu              | Ma              | Me              | Gi              | Ve              | Sa              | Do              | Lu              | Ma              | Me              | Gi              | Ve              | Sa              | Do              | Lu              | Ma              | Me              | Gi              | Ve              | Sa              | Do              | Lu              |                 |
| Settembre       | Ma              | Me              | Gi              | Ve              | Sa              | Do              | Lu              | Ma              | Me              | Gi              | Ve              | Sa              | Do              | Lu              | Ma              | Me              | Gi              | Ve              | Sa              | Do              | Lu              | Ma              | Me              | Gi              | Ve              | Sa              | Do              | Lu              | Ma              | Me              |                 |                 |
| Ottobre         | Gi              | Ve              | Sa              | Do              | Lu              | Ma              | Me              | Gi              | Ve              | Sa              | Do              | Lu              | Ma              | Me              | Gi              | Ve              | Sa              | Do              | Lu              | Ma              | Me              | Gi              | Ve              | Sa              | Do              | Lu              | Ma              | Me              | Gi              | Ve              | Sa              |                 |
| Novembre        | Do              | Lu              | Ma              | Me              | Gi              | Ve              | Sa              | Do              | Lu              | Ma              | Me              | Gi              | Ve              | Sa              | Do              | Lu              | Ma              | Me              | Gi              | Ve              | Sa              | Do              | Lu              | Ma              | Me              | Gi              | Ve              | Sa              | Do              | Lu              |                 |                 |
| Dicembre        | Ma              | Me              | Gi              | Ve              | Sa              | Do              | Lu              | Ma              | Me              | Gi              | Ve              | Sa              | Do              | Lu              | Ma              | Me              | Gi              | Ve              | Sa              | Do              | Lu              | Ma              | Me              | Gi              | Ve              | Sa              | Do              | Lu              | Ma              | Me              | Gi              |                 |